# Rifargia exarmata
Rifargia exarmata är en fjärilsart som beskrevs av Paul Dognin 1910. Rifargia exarmata ingår i släktet Rifargia och familjen tandspinnare. Inga underarter finns listade.